# 卡蒂妮
卡蒂妮（；1879年4月21日—1904年9月17日），是印尼婦女運動家。

## 生平

### 早年
1879年4月21日，卡蒂妮出生于爪哇島的麻涌村。 卡蒂妮是家族中的第5子及次女，其中包括同父异母的兄弟姐妹。父親是爪哇貴族出身的 ；母親是教士之女。父亲曾在荷属东印度為荷兰殖民政府工作 ，担任爪哇中北部的行政首长。 1880年，其父成为哲帕拉的摄政，这意味着卡蒂妮很可能会与另一位摄政结婚。 

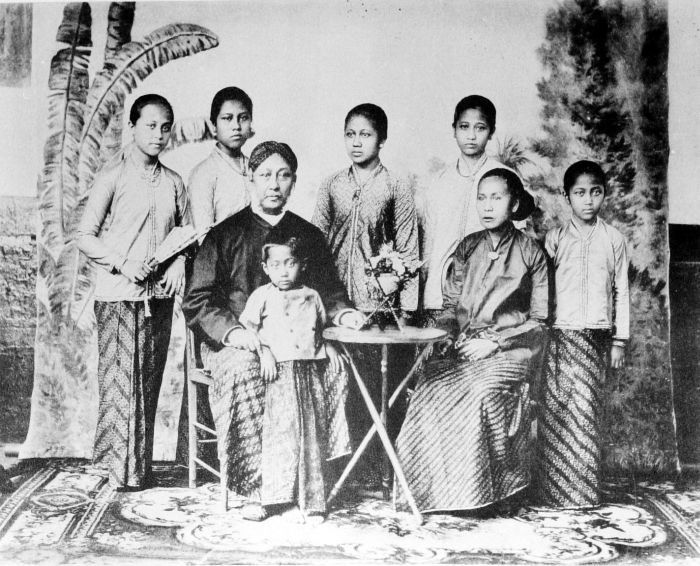
卡蒂妮和她的家人，1890 年至 1904 年

卡蒂妮的母亲是平民出身，在14歲嫁给其父。卡蒂妮的外祖父母是與，曾前往麦加朝圣。 是的第一任妻子，与她育有八个孩子。第二任妻子是贵族，與她育有三个女儿。摄政會被期望与贵族结婚。卡蒂妮称她的继母为“母亲”，而不是她的亲生母亲。 

### 教育
卡蒂妮就读荷兰学校，是首批进入欧洲学校就读的印尼人。 卡蒂妮能说流利的荷兰语；而當時大多数印尼女孩说马来语。 1891年到1895年，卡蒂妮在荷蘭學校经历了如深闺般的“被认为适合年轻女性贵族的受庇护的生活”，学会了做饭和家务，及制作蜡染布和衣服。在荷兰学校期间，卡蒂妮还师从另一位摄政的妻子。教導卡蒂妮缝纫，并传授她女性主义观点。  這也是卡蒂妮少數能離開深閨的機會。
卡蒂妮難以忍受當時的社會階層，体贴下人，不期望仆人、平民或她的弟妹照传统对待她。 卡蒂妮認為女人處於當時社會階層的最底層，而不滿於對年輕女性的指責或斥責。 卡蒂妮坚决支持所有女性上学。

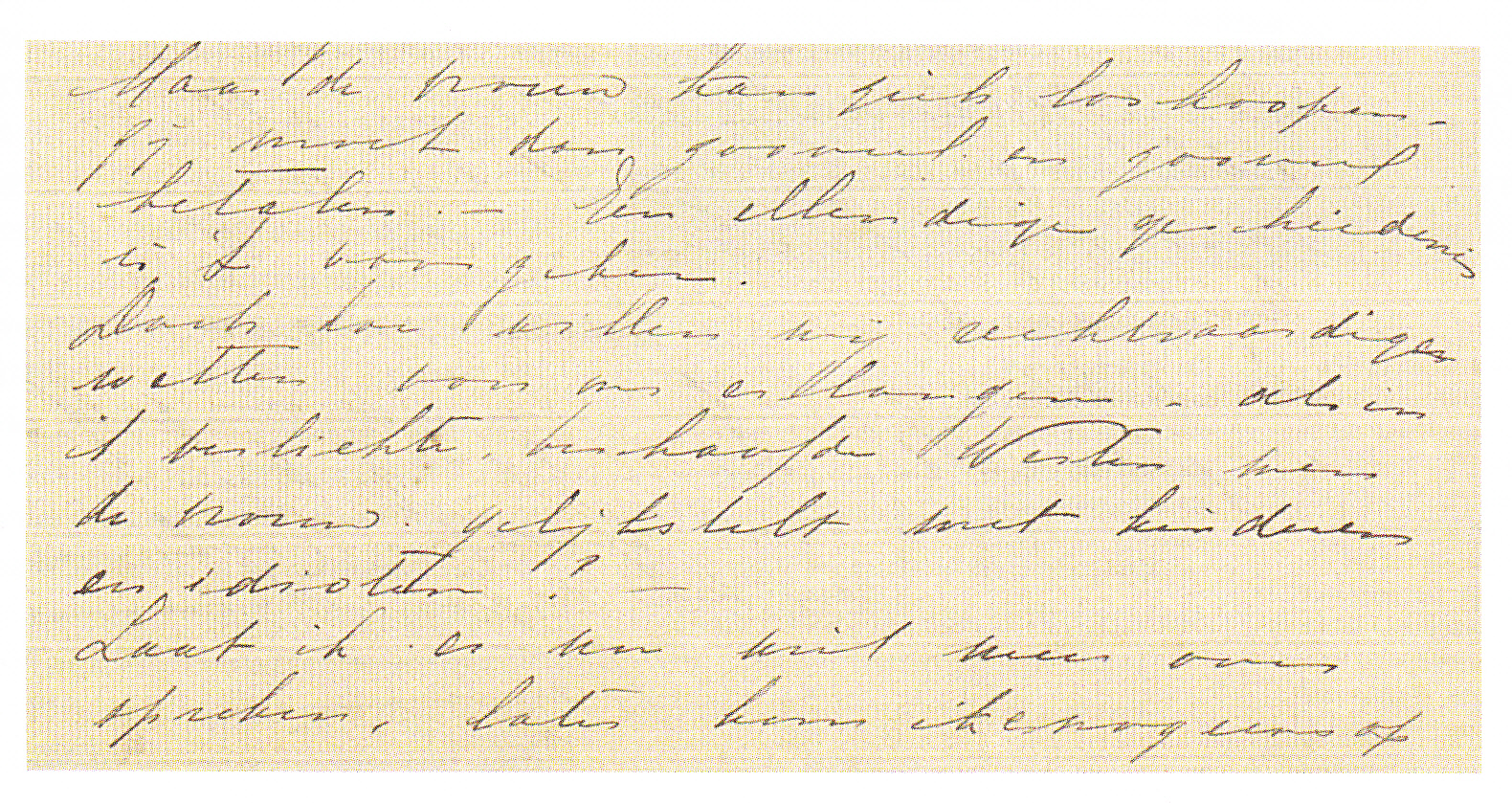
卡蒂妮给Rosa Abendanon的信（片段）

在隐居期间，卡蒂妮阅读了女性主义和政治作品，包括的作品。谈到受排斥的女性運動家时，卡蒂妮論道：“所以，不仅白人女性能够照顾自己，棕色人种女性也可以让自己自由和独立。” 

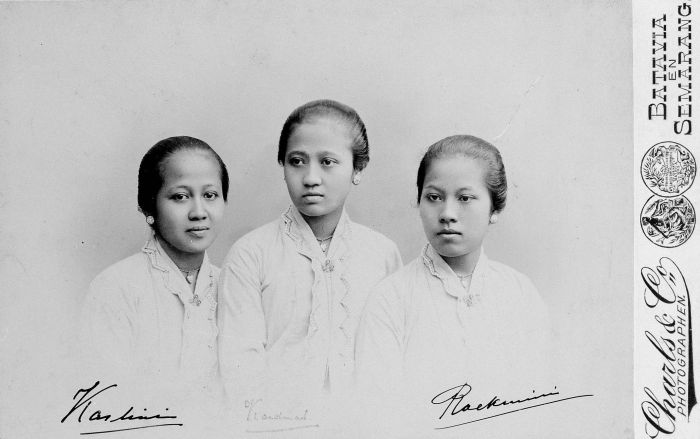
两位不同母亲为卡蒂妮 、卡迪娜 (Kardinah) 和罗克米尼 (Roekmini) 三姐妹拍摄的肖像。卡蒂妮和卡迪娜是Ngasirah的女儿。洛克米尼是正妻Raden Ayu Sosroningrat的女儿。

卡蒂妮能说流利的荷兰语，结识了几个荷兰笔友，包含。 卡蒂妮与来自荷兰学校和分享了她对女性主义的看法，以及对爪哇传统的担忧。卡蒂妮特别担心爪哇女孩在年轻时被剥夺受教育机会，被迫结婚。 她认为教育有利於自我发展與母職，反对受安排的婚姻和一夫多妻制。 卡蒂妮主張女性的自主自由。 

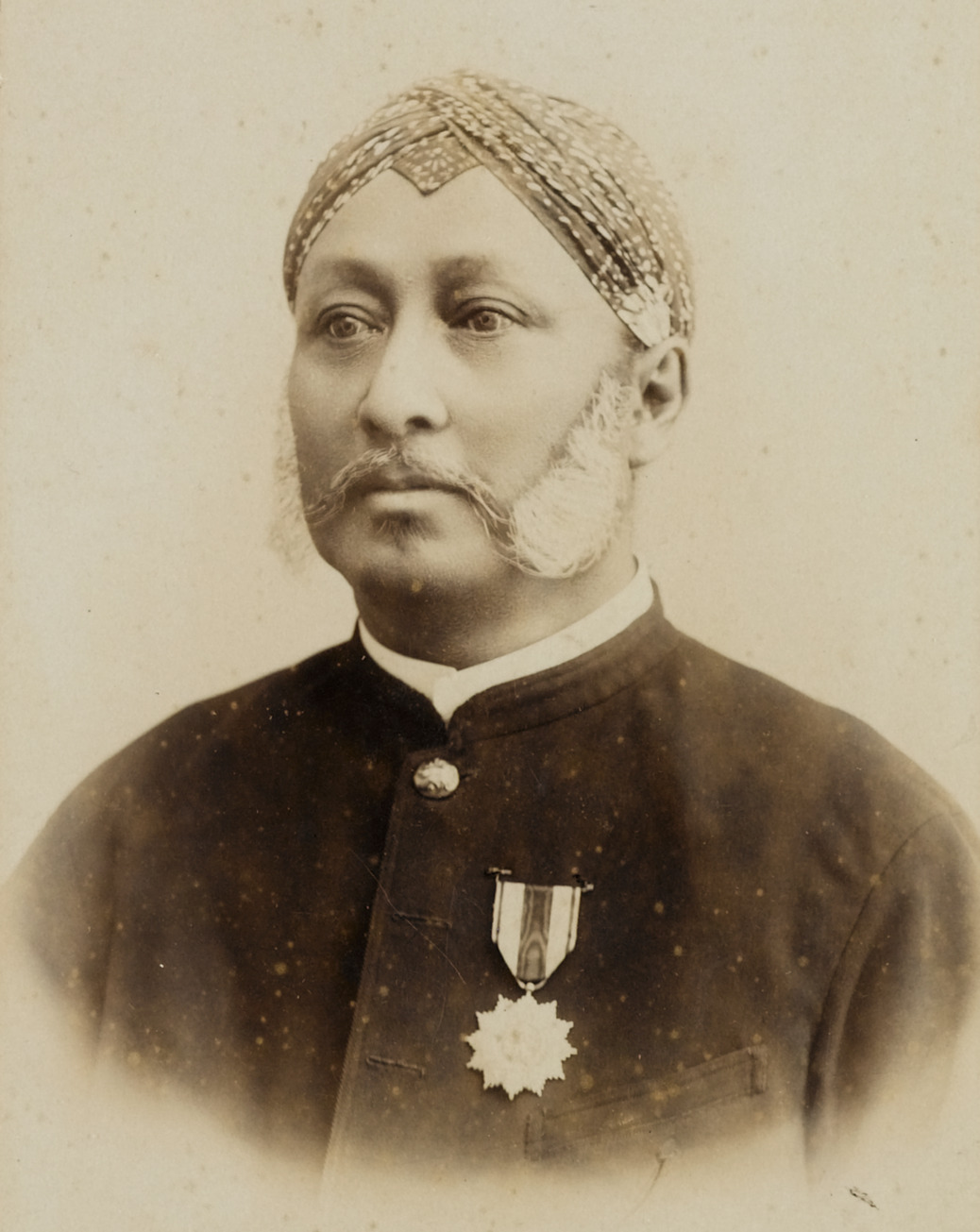
Raden Adipati Sosroningrat，卡蒂妮的父亲

1896年始，在父亲的允许下，卡蒂妮能偶尔离开深閨，参观木雕村、参加新教教堂的祝圣仪式，以及其他特殊场合。  對外在世界的了解加深她的憂慮。卡蒂妮在这段时间发表一些文章。她的家族、印度尼西亚和荷兰的上流社會认为未婚的卡蒂妮在社区的活动是丑闻。 
1898年，举行舞会庆祝荷蘭女王威廉敏娜登基。不同慣習，卡蒂妮和她最亲密的两个未婚姐妹受邀，与她们的父亲，一起参加舞会。卡蒂妮认为这是对她领导能力的认可，對单身女性的认可。 由于欧洲人和亚洲人在舞会上表现出的“欺骗和虚伪”，卡蒂妮主張应该对学生进行品格教育课程。 

### 婚姻与死亡
16岁，卡蒂妮進入適婚年齡，但她仍保持单身。直到20岁，卡蒂妮的想法改變。一封信中，她写道：“有一天，我必会和陌生丈夫一起离开家中。” 
是位丧偶的进步领袖。他了解了卡蒂妮的情况，請求卡蒂妮的父亲安排婚姻。而卡蒂妮将继续她的学校计划。  1903年11月8日，卡蒂妮与结婚。卡蒂妮和她丈夫间的年龄相差26岁，是他的第四任妻子。有12个孩子。她的婚姻使她无法获得奖学金。 结婚后不久，卡蒂妮就怀孕了，并对孩子的生活感到乐观。她在怀孕期间继续在学校工作。1904年9月13日，儿子 Raden Mas Singgih 出生。 1904年9月17日，生下她唯一的孩子4天后，卡蒂妮去世，葬於林邦布卢村。 

## 影響

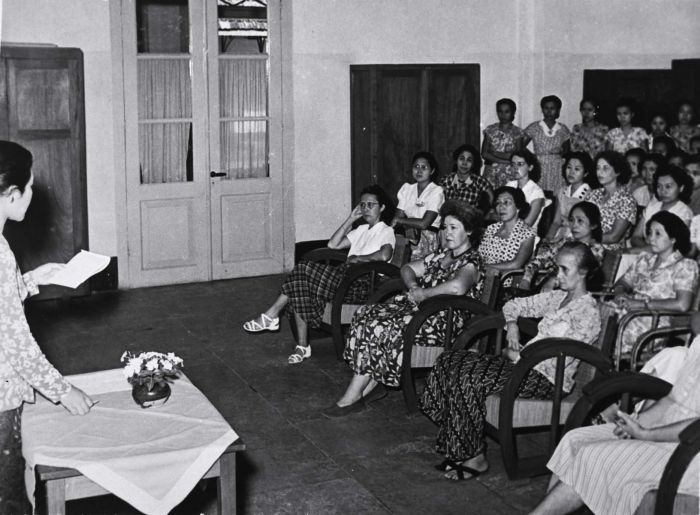
1953年，卡蒂妮日纪念活动

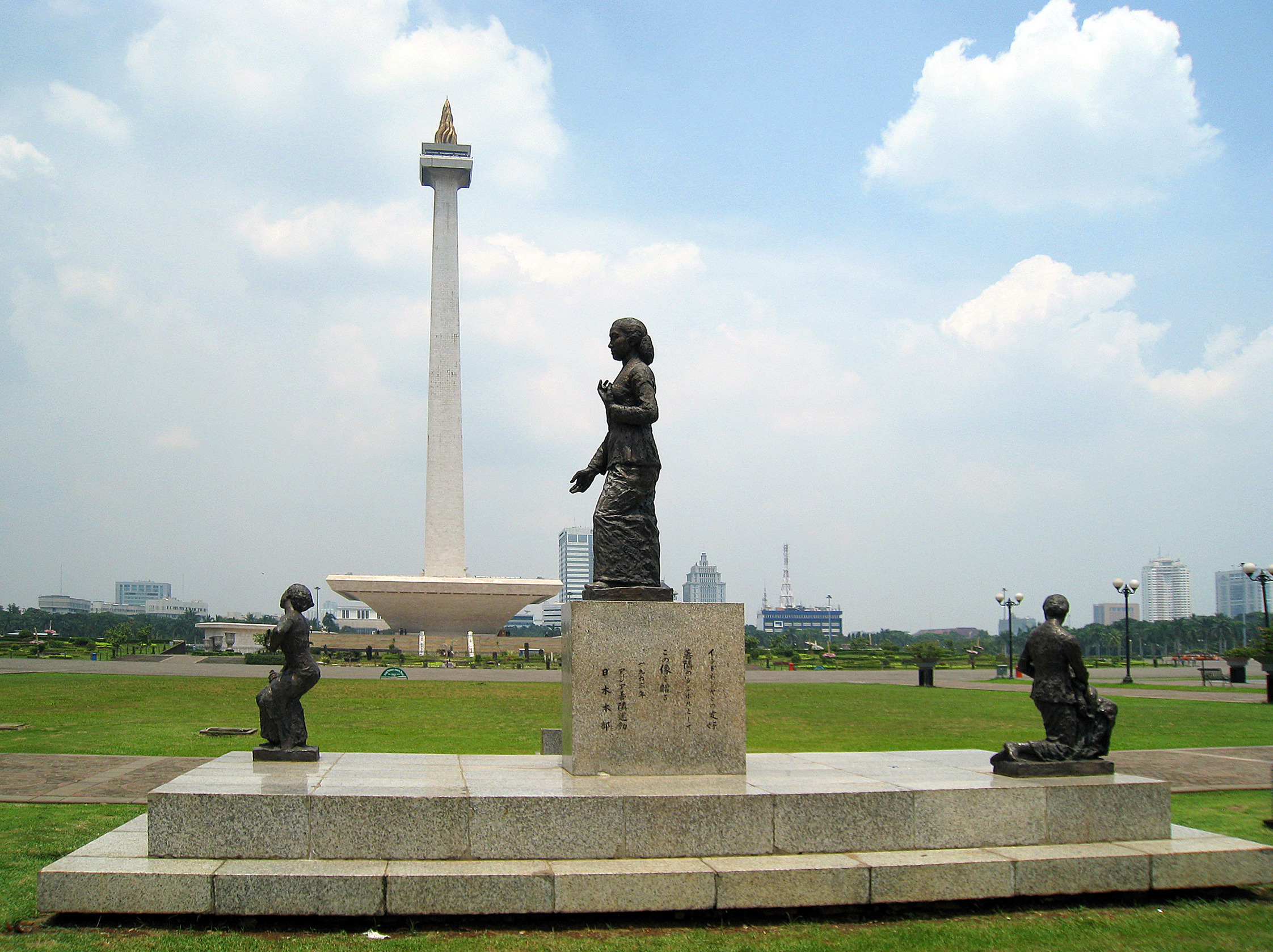
雅加达独立广场东公园的卡蒂妮雕像

- 茂物、雅加达和玛琅开设卡蒂妮学校。荷兰以她的名义成立了协会。

- 卡蒂妮是印度尼西亚的民族英雄。 [17]Liputan6.com. . liputan6.com. 2021-04-21  [2021-04-24]. （原始内容存档于2022-12-27） （印度尼西亚语）.</ref>[18]

- 两次出现在印尼纸币上。[17]

- 1963年，苏卡诺政權訂4月21日为卡蒂妮日[3] ，鼓勵妇女参与“國家發展”[19] 。  1965年后，苏哈托的新秩序将卡蒂妮的形象从激进的妇女解放者，重新塑造为孝顺的妻子和听话的女儿，“一个只会做饭、穿着可峇雅的女人”[20]。 母亲卡蒂妮日 ，“年轻女孩要穿着合身夹克、蜡染衬衫、精致发型和华丽珠宝上学，效法卡蒂妮的装著，但实际上，装著方式比她的時代更严格、更和諧。” [21]

- 的《我们的母亲卡蒂妮》： [22]

- 2016年4月21日， Google以Google Doodle庆祝了卡蒂妮的137岁生日。 [23]

### 註腳
1. 1 2 3  Ramusack 2005，第128頁.
2. 1 2  Taylor 1976，第647頁.
3. 1 2  Taylor 1976，第643頁.
4. ↑  Taylor 1976，第644頁.
5. ↑  Taylor 1976，第644-645頁.
6. ↑  Taylor 1976，第644-645, 647頁.
7. ↑  Taylor 1976，第648–649頁.
8. ↑  Taylor 1976，第648頁.
9. ↑  Taylor 1976，第649頁.
10. ↑  Taylor 1976，第641頁.
11. 1 2 3  Taylor 1976，第651頁.
12. 1 2  Taylor 1976，第652頁.
13. 1 2  Taylor 1976，第653頁.
14. ↑  Taylor 1976，第646頁.
15. ↑  Taylor 1976，第658頁.
16. ↑  Taylor 1976，第659頁.
17. 1 2
18. ↑  Agency, ANTARA News. . ANTARA News Jawa Barat.   [2021-04-24]. （原始内容存档于2022-03-14）.
19. ↑  Bulbeck, Chilla. . ASAA women in Asia. London New York: Routledge. 2009. ISBN 9780415470063.
20. ↑  Yulianto, Vissia Ita. . The Jakarta Post. 21 April 2010  [15 March 2013]. （原始内容存档于7 August 2013）.
21. ↑  Ramusack 2005，第129頁.
22. ↑  Mayasari-Hoffert, Silvia. https://www.taylorfrancis.com/books/9781003270102/chapters/10.4324/9781003270102-15 |chapterurl=缺少标题 (帮助).  1. Routledge. 2023-02-14: 143–157. ISBN 9781003270102. doi:10.4324/9781003270102-15 （英语）.
23. ↑  . Google. 21 April 2016  [2023-09-16]. （原始内容存档于2023-04-21）.
24. . Biography. April 21, 2020  [2023-06-17]. （原始内容存档于2021-01-24） （美国英语）.
25. . Observer ID. 2021-04-30  [2023-06-17]. （原始内容存档于2023-06-20） （美国英语）.
26. Christie, Clive J. . Routledge. 2012-12-06: 14  [2023-09-16]. ISBN 978-1-136-60282-5. （原始内容存档于2023-06-19） （英语）.
27. . dutchculture.nl. 2019-02-19  [2023-06-18] （英语）.
28. Jansz, Pieter. . Uitgeverij Verloren. 1997: 38  [2023-09-16]. ISBN 978-90-6550-156-1. （原始内容存档于2023-06-17） （荷兰语）.

### 延伸閱讀

#### 第一手资源
- Anonymous [Raden Adjeng Kartini] (1898), "The Jepara Manuscript." Presented at Nationale Tentoonstelling van Vrouwenarbeid 1898.
Reprinted in Rouffaer and Juynboll (1912), De Batik-Kunst in Nederlandsch-Indië en haar Geschiedenis op Grond van Materiaal aanwezig in ’s Rijks Etnographisch Museum en Andere Openbare en Particuliere Verzamelingen in Nederland.
- Anonymous [Raden Adjeng Kartini] (1899), "Het Huwelijk bij de Kodja's （页面存档备份，存于）." Bijdragen tot de Taal, Land, en Volkenkunde van Nederlandsch-Indië, vol. 6, no.1.
- Tiga Saudara [pseudonym of Raden Adjeng Kartini] (1899), "Een Gouverneur Generaals Dag." De Echo: weekblad voor dames in Indië, September 2–November 18, 1899.
- Tiga Saudara [pseudonym of Raden Adjeng Kartini] (1900), "Een Oorlogsschip op de Ree." De Echo: weekblad voor dames in Indië, April 5–June 10, 1900.
- Kartini (1903), "Van een Vergeten Uithoekje." Eigen Haard (Amsterdam), no. 1.

死后出版物：
- Kartini (1904). "Ontgoocheling." Weeklblad voor Indië (Surabaya), October 2, 1904.
- Raden Adjeng Kartini (1912), Door duisternis tot licht, with a foreword by J.H. Abendanon, The Hague
Partial English translation, 1920: Letters of a Javanese princess, translated by Agnes Louise Symmers with a foreword by Louis Couperus, New York: Alfred A. Knopf, ISBN 0-8191-4758-3 (1986 edition), ISBN 1-4179-5105-2 (2005 edition)
Partial Indonesian translation, 1938: Habis gelap tributlah terang, Balai Pustaka
- Raden Adjeng Kartini (1987), Brieven aan mevrouw R.M. Abendanon-Mandri en haar echtgenoot : met andere documenten. Dordrecht: Foris.
Indonesian translation, 1989: Kartini surat-surat kepada Ny. R.M. Abendanon-Mandri dan suaminya. Jakarta: Djambatan.
English translation, 1992: Letters from Kartini : an Indonesian feminist, 1900–1904. Clayton, Vict.: Monash Asia Institute.
- Raden Adjeng Kartini (1995), On Feminism and Nationalism: Kartini's Letters to Stella Zeehandelaar 1899–1903. Clayton, Vict.: Monash University.
Indonesian translation, 2004: "Aku Mau ... Feminisme dan Nasionalisme. Surat-surat Kartini kepada Stella Zeehandelaar 1899–1903" (Jakarta : IRB Press)
- Raden Adjeng Kartini (2014), Kartini : the complete writings 1898–1904. Clayton, Victoria: Monash University.

#### 第二手資源
- M.C. Van Zeggelen (1945), "Kartini", J.M. Meulenhoff, Amsterdam (in Dutch)
- M.Vierhout (1942), "Raden Adjeng Kartini", Oceanus, Den Haag (in Dutch)
- Elisabeth Keesing (1999), Betapa besar pun sebuah sangkar; Hidup, suratan dan karya Kartini. Jakarta: Djambatan, v + 241 pp.
- J. Anten (2004), Honderd(vijfentwintig) jaar Raden Adjeng Kartini; Een Indonesische nationale heldin in beeld, Nieuwsbrief Nederlands Fotogenootschap 43: 6–9.